# Inflacja bazowa
Inflacja bazowa – uproszczona miara prezentująca kształtowanie się inflacji po wyłączeniu zmian uznawanych za pozostające poza oddziaływaniem polityki pieniężnej.
Cechy inflacji bazowej:
- Przybliża średniookresowy i długookresowy trend wzrostu cen towarów i usług konsumpcyjnych w gospodarce.
- Ilustruje tendencje zmian cen tych towarów i usług konsumpcyjnych, które w mniejszym stopniu podlegają wahaniom periodycznym, sezonowym oraz powstałym na skutek szoków podażowych, które najczęściej mają charakter przejściowy.
- Wskazuje na tę część inflacji, której związek z prowadzoną polityką pieniężną jest silniejszy niż w przypadku pozostałych części.
- Jest przydatna w analizach (ex-post) kierunku i skali wpływu prowadzonej polityki pieniężnej na inflację.
- Jej miary charakteryzują się na ogół mniejszą zmiennością w czasie niż wskaźnik inflacji CPI (wskaźnik cen towarów i usług konsumpcyjnych, ang. Consumer Price Index).

NBP oblicza i publikuje następujące miary inflacji bazowej:
- inflacja po wyłączeniu cen administrowanych,
- inflacja po wyłączeniu cen najbardziej zmiennych,
- inflacja po wyłączeniu cen żywności i energii,
- 15% średnia obcięta.